# Pseudoxenodon baramensis
Pseudoxenodon baramensis — вид змій родини полозових (Colubridae). Ендемік Майлайзії.

## Поширення і екологія
Pseudoxenodon baramensis відомі з кількох місцевостях, розташованих в штаті Саравак на заході Калімантану. Вони живуть у вологих рівнинних і гірських тропічних лісах, на висоті від 150 до 1000 м над рівнем моря.